# Pont-Péan
Pont-Péan is een gemeente in Frankrijk, in het departement Ille-et-Vilaine (Bretagne). Op 1 januari 2019 had de gemeente 4.413 inwoners.
In 1731 werd de mijn van Pont-Péan geopend waar galeniet, zilverhoudend looderts, werd gedolven. Toen deze mijn in 1904 sloot, zorgde dit voor economische malaise in de streek.

## Geografie
De oppervlakte van Pont-Péan bedroeg op 1 januari 2022 8,76 vierkante kilometer; de bevolkingsdichtheid was toen 489,6 inwoners per km².
De gemeente wordt in het noorden begrensd door de rivier Seiche, een zijrivier van de Vilaine.

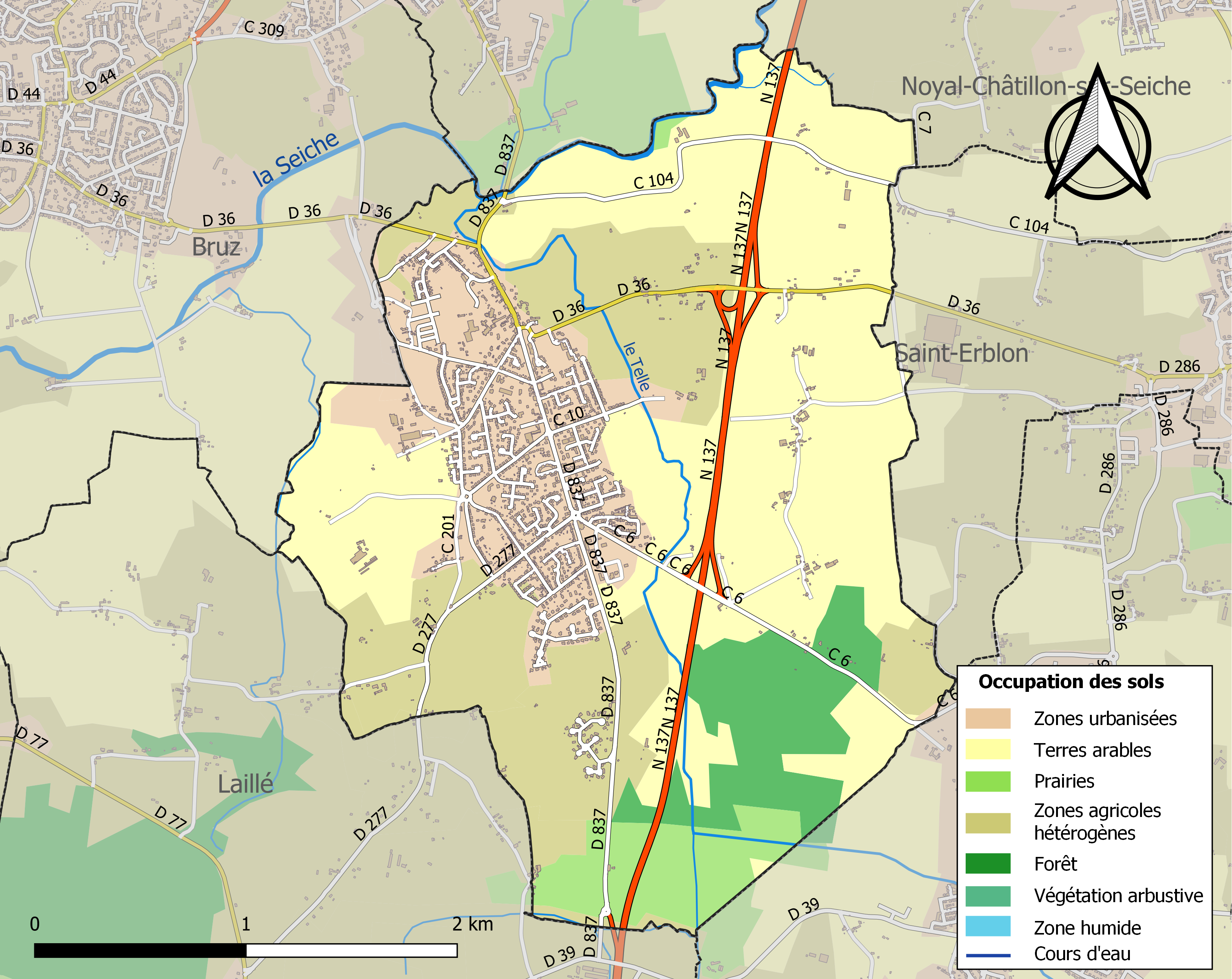
Kaart van de gemeente met belangrijkste infrastructuur, bodemgebruik en omliggende gemeenten

## Demografie
Onderstaande figuur toont het verloop van het inwonertal, bron: INSEE-tellingen. 